# Notre-Dame brûle
Pour plus de détails, voir Fiche technique et Distribution.
Notre-Dame brûle est un film catastrophe franco-italien réalisé par Jean-Jacques Annaud et sorti en 2022. Il a pour sujet l'incendie de la cathédrale Notre-Dame de Paris le 15 avril 2019.

## Synopsis

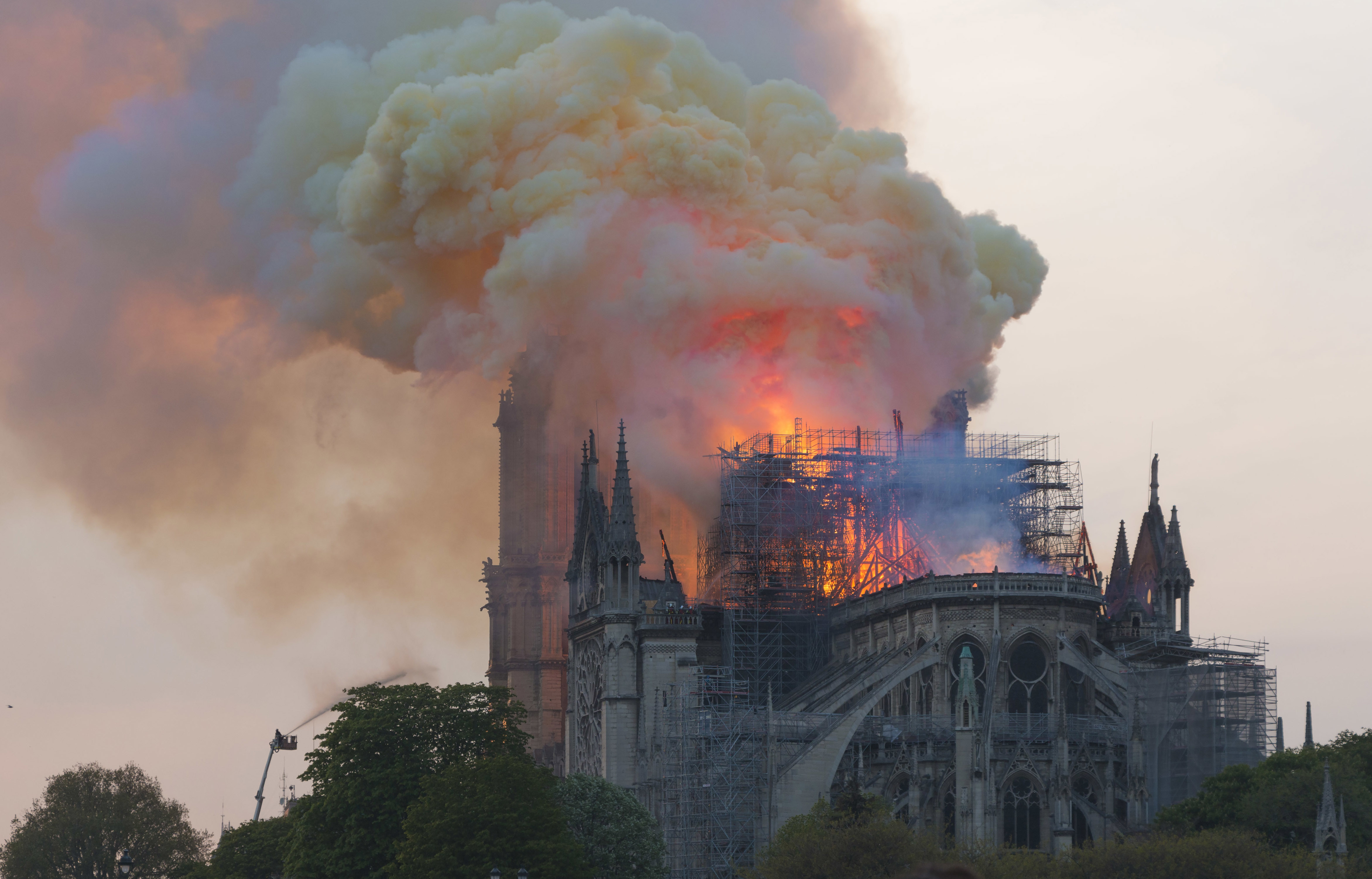
L'incendie de Notre-Dame de Paris, le 15 avril 2019, ici à 20h06.

Le 15 avril 2019, un violent incendie accidentel se déclare dans la cathédrale Notre-Dame de Paris. Des femmes et des hommes vont tout faire pour sauver l'édifice.

## Fiche technique
Sauf indication contraire, les informations mentionnées dans cette section peuvent être confirmées par les bases de données cinématographiques IMDb et Allociné,  présentes dans la section « Liens externes ».
- Titre original : Notre-Dame brûle
- Réalisateur : Jean-Jacques Annaud
- Scénario : Thomas Bidegain et Jean-Jacques Annaud
- Musique : Simon Franglen[2]
- Photographie : Jean-Marie Dreujou
- Décors : Jean Rabasse
- Direction artistique : Dominique Moisan
- Son : Lucien Balibar[3]
- Production : Jérôme Seydoux
- Production déléguée : Jean-Yves Asselin
- Sociétés de production : Pathé ; coproduit par TF1 Films Productions, Wildside (Italie), Repérage et Vendôme production.
- Société de distribution : Pathé (France)
- Pays de production :  France,  Italie (5 %)[4]
- Budget : 24,89 millions d'euros
- Format : couleur
- Genre : drame, catastrophe
- Durée : 110 minutes
- Date de sortie :
  - France : 16 mars 2022

L'affiche française du film reproduit un dessin de Plantu.

## Distribution
- Samuel Labarthe : le général Gontier
- Jean-Paul Bordes : le général Gallet
- Mikaël Chirinian : Laurent Prades
- Jérémie Laheurte : adjudant-chef Joël
- Maximilien Seweryn : sergent-chef Reynald
- Garlan Le Martelot : régisseur Aurélien
- Dimitri Storoge : capitaine Francis
- Xavier Maly : Mgr Charley
- Chloé Jouannet : caporale-cheffe Marianne
- Pierre Lottin : lieutenant Alexandre
- Jules Sadoughi : sergent-chef Jordan
- Vassili Schneider  : caporal Sandro
- Ava Baya : sapeur Marie-Eve
- Nathan Gruffy : sapeur Victor
- Sébastien Lalanne : capitaine Marcus
- Bernard Gabay : colonel Roland
- Oumar Diolo : Moumet D.[6]
- Antonythasan Jesuthasan : Jonas
- Élodie Navarre : la mère de Chloé
- Chloé Chevallier : Chloé, la petite fille
- Tony Le Bacq : policier barrage
- Miguel Facchiano : le policier motorisé
- Pascal Rénéric : le conservateur de Notre Dame
- Anne Hidalgo : elle-même
- Emmanuel Macron : lui-même (non crédité, images d'archives)
- Fabien Houssaye : Édouard Philippe
- Pierre-Marc Levergeois : Donald Trump

## Production

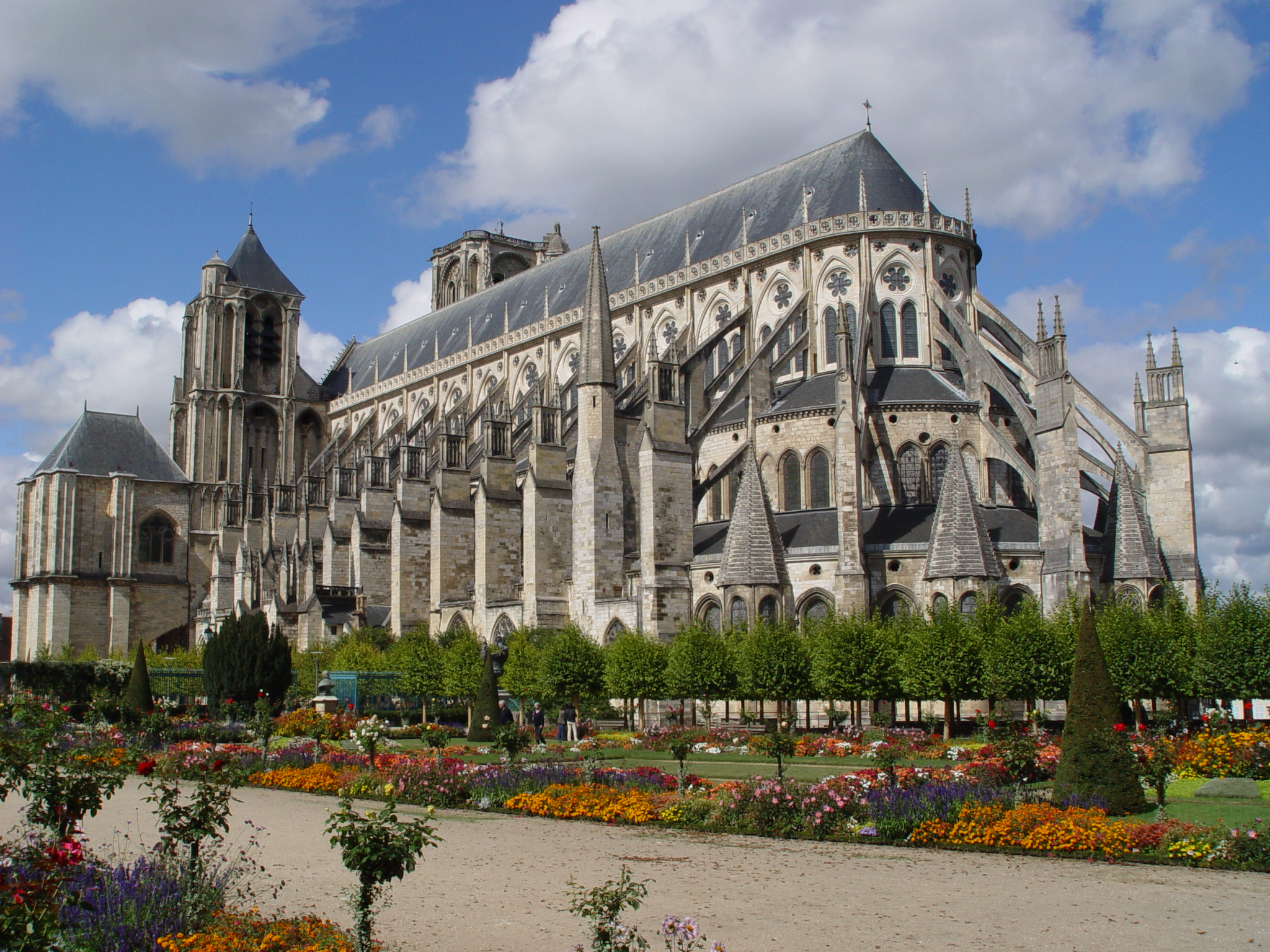
La cathédrale Saint-Étienne de Bourges sert de décor au film.

En avril 2020, Jean-Jacques Annaud annonce vouloir réaliser un film sur l'incendie. Il expliquera ensuite ce choix : « J'ai senti tout de suite évidemment les extraordinaires mérites cinématographiques. Au-delà du désastre et du chagrin, bien sûr que, justement, il y a l'émotion et le spectacle du feu. » Le cinéaste avait d'abord songé à faire un documentaire.
Le tournage débute en mars 2021 à Bourges. La cathédrale Saint-Étienne est utilisée pour sa ressemblance avec Notre-Dame. L'équipe tourne ensuite en studio à la Cité du Cinéma. Une séquence est ensuite tournée mi-avril à Versailles, dans la gare de Versailles-Château-Rive-Gauche. Des séquences sont tournées également dans la cathédrale Notre-Dame d'Amiens, dont la flèche et certaines parties de l'édifice rappellent celles de Notre-Dame.

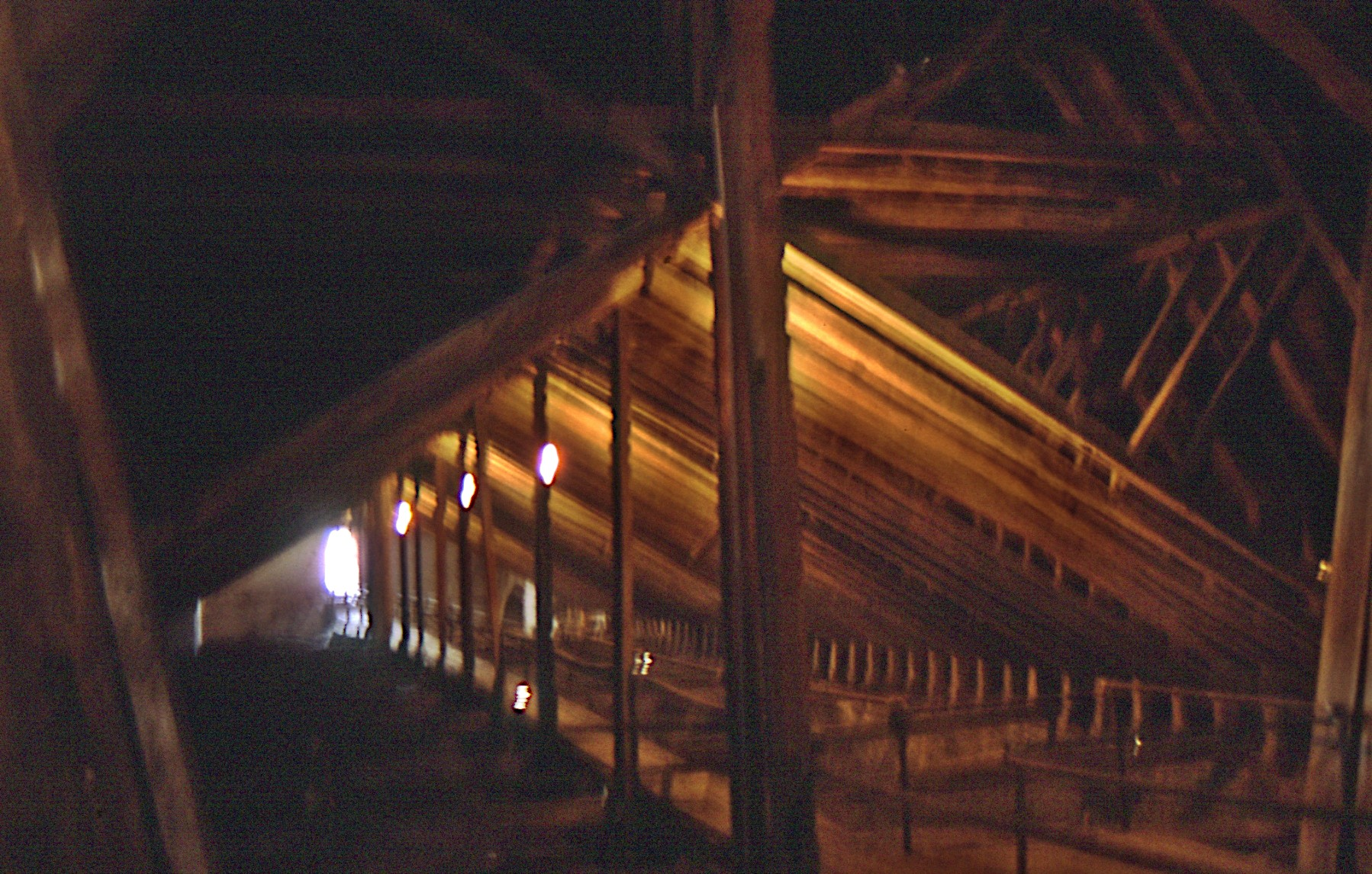
Charpente de la cathédrale de Sens.

Les scènes relatant le début de l'incendie prennent pour décor la charpente du xiiie siècle de la cathédrale Saint-Étienne de Sens. En ce lieu, des prises de vues sont aussi réalisées sur le parvis, dans les escaliers des tours et dans la nef.
Pour compléter son film, le réalisateur Jean-Jacques Annaud lance un appel pour récupérer des images d'archives du jour de l'incendie :

« Il me manque les embouteillages qui ont été créés par cet événement, les gens qui chantent dans la nuit pour encourager les pompiers qui ont sauvé la cathédrale. J’ai aussi besoin de témoignages de pays étrangers (…) pour évoquer l’événement planétaire. Si vous possédez ces images, nous serions heureux de pouvoir en profiter et les mettre dans le film. »

Dans un souci de réalisme, plusieurs endroits de la cathédrale furent reconstruits en studio en taille réelle, certains d'entre-eux seront brûlés au cours du tournage. Ainsi sont reconstitués en décors à l'échelle 1 une partie de la nef, des escaliers en colimaçon, et coursives extérieures, ainsi que la charpente du transept Nord et l’intérieur du beffroi nord. Selon le réalisateur dans une interview, la séquence la plus complexe à filmer durant le tournage fut celle de l'effondrement de la voûte causé par celui de la flèche : tournée en équipe réduite, les membres sur le plateau étant revêtus de scaphandres de protection, la chute de dizaines de tonnes de gravats et de débris enflammés fut filmée en une seule prise sous 12 angles de caméras différents, ces dernières étant protégées dans des caissons.

## Sortie
Le film sort en France le 16 mars 2022, trois ans après l'incendie et 191 ans après la parution du roman Notre-Dame de Paris de Victor Hugo, le 16 mars 1831.

## Accueil

### Critique
La critique est globalement positive, mais avec certaines disparités. Pour 20 Minutes, « ce grand spectacle passionnant est une ode vibrante aux soldats du feu », là où les Inrockuptibles définissent le film comme se perdant « dans l’anecdotique, un mysticisme kitsch et le cinéma officiel des armées ». Franceinfo Culture souligne un film d'une « indéniable qualité, informative, visuelle, critique et lyrique » et le qualifie de « splendide ». Le site Écran Large se montre plus mitigé. Il souligne la « vacuité narrative [du film], et son absence de point de vue », tout en reconnaissant « une force technique spectaculaire ». Cette critique est récurrente. Le film de Jean-Jacques Annaud est considéré comme trop fantasmé par certains mais ils lui reconnaissent une qualité, celle d'être « un grand spectacle immersif » (La Croix). Pour Marianne, le film « n’échappe jamais aux pièges de la grandiloquence (...) et de l'artifice ».
Sur le site Allociné, le film reçoit une moyenne de 3,5/5 par un consortium de 31 titres de presse.

### Box-office
Le jour de sa sortie dans les salles françaises, le long-métrage se place en 2e position dans le classement du box-office des nouveautés en engrangeant 41 089 entrées, dont 4 771 en avant-première pour 752 copies. Dans les sorties du jour, il est précédé par le film d'animation Jujutsu Kaisen 0 et suivi par la comédie Alors on danse (21 997). Le film se positionne en 2e place du box-office français au bout de sa première semaine d'exploitation, engrangeant 388 293 entrées. De fait, le film fait partie du top 3 du box-office dans la perspective du Printemps du cinéma 2022. La semaine suivante, le film chute à la 5e place du box-office français avec ses 108 099 entrées, derrière la comédie dramatique La Brigade (119 405) et devant l'anime Jujutsu Kaisen 0 (78 827). Le film maintient cette place la semaine suivante avec 134 038 entrées supplémentaires.
| Pays ou région | Box-office      | Date d'arrêt du box-office | Nombre de semaines |
| -------------- | --------------- | -------------------------- | ------------------ |
| France         | 814 706 entrées | 10 mai 2022                | 8                  |
| Total mondial  | 6 059 835 $     | -                          | -                  |

## Distinctions

### Récompenses
- César 2023 : Meilleurs effets visuels